# 2023 Asaph
2023 Asaph  este un asteroid din centura principală, care a fost descoperit în 1952, la Goethe Link Observatory lângă Brooklyn, Indiana de Indiana Asteroid Program, de astronomul american Frank Kelly Edmondson.

## Caracteristici
2023 Asaph prezintă o orbită caracterizată de o semiaxă majoră de 2,8784726 UA și de  o excentricitate de 0,2793016, înclinată cu 22,35097° în raport cu ecliptica.

## Denumire
Asteroidul a fost denumit în onoarea astronomului american Asaph Hall.